# Juillet 1926

## Événements
- 1er juillet (Chine) : au départ de Canton, début de l'expédition du Nord, campagne militaire menée par Tchang Kaï-chek, dont l’objectif est l’unification du pays et la mise au pas des clans militaires. Des communistes participent aux opérations (fin en 1928).
  - Feng Yuxiang est chassé de Pékin par Zhang Zuolin qui unit le Hebei à la Mandchourie.

- 9 juillet, Portugal : Sinel de Cordes, ministre des finances.

- 10 juillet, Canada : Joseph-Alfred Langlois est nommé évêque au diocèse de Valleyfield.

- 11 juillet : Grand Prix d'Allemagne sur AVUS

- 12 juillet : accords franco-britanniques sur les dettes de guerre.

- 14 juillet : un équipage français (Girier et Dordilly) relie Paris et Omsk sans escale, améliorant le record de distance en ligne droite : 4 715,9 km, en 27 heures à bord d'un Breguet 19 équipé d'un moteur Hispano-Suiza de 450 ch.

- 16 au 19 juillet : un équipage soviétique (pilote : Moisselef) relie Moscou et Téhéran, et retour, soit 6 000 km en 37 heures et 15 minutes de vol.

- 17 juillet :
  - France : chute du président du Conseil Aristide Briand ;
  - un équipage français (Weiss et Latapie) entame un « Tour des capitales » sur un Breguet 19 : Copenhague, Oslo, Helsinki, Rīga, Varsovie et Prague, soit un parcours de plus de 8 000 km en 31 heures et 40 minutes de vol sur 6 jours.

- 18 juillet : première édition du Grand Prix d'Europe à Lazarte qui est l'une des cinq étapes du championnat du monde des constructeurs. Le pilote français Jules Goux s'impose sur une Bugatti.

- 20 juillet, France : Édouard Herriot président du Conseil (2), dans un « gouvernement d'union nationale » (fin le 21 juillet).

- 21 juillet, France : crise des changes (1 livre = 243 francs), le soir même Herriot est renversé par les radicaux qui basculent à droite.

- 23 juillet :
  - France : rappel de Raymond Poincaré à la présidence du Conseil (4). Il prend le portefeuille des finances. Son retour ramène la confiance et apaise aussitôt la crise financière.
  - Grigori Zinoviev est exclu du comité central du parti communiste d'URSS.

- 24 juillet au 26 septembre : vol d'étude pour la création d'une ligne de la Deutsche Luft Hansa entre Berlin et Pékin via Moscou. Deux Junkers G.23 effectuent ce vol de reconnaissance, soit 20 000 km pour 140 heures de vol.

- 25 juillet : Grand Prix automobile d'Espagne à Lasarte.

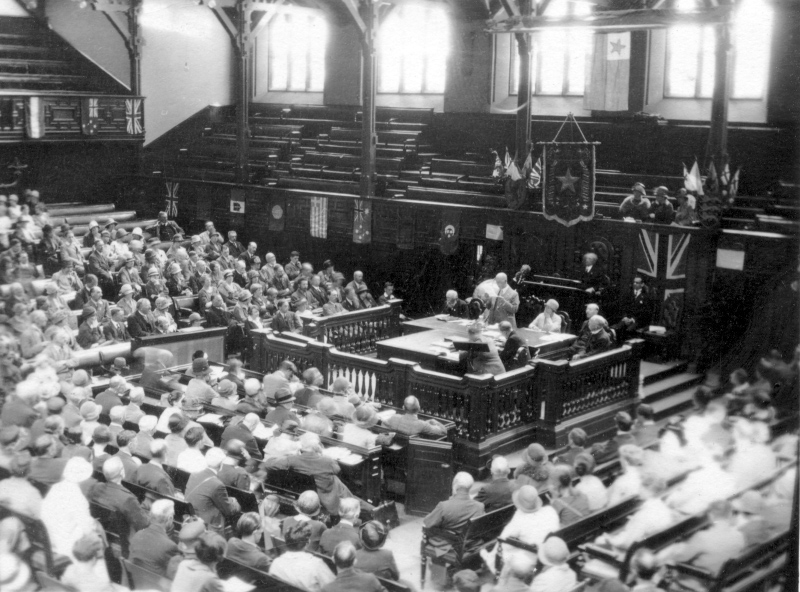
18e congrès mondial d’espéranto

- 31 juillet - 7 aout : le 18e congrès mondial d’espéranto a lieu à Édimbourg.

## Naissances
- 3 juillet : Pierre Drai, magistrat français († 18 avril 2013).
- 4 juillet : Alfredo Di Stéfano, joueur de football hispano-argentin, star du Real Madrid de 1953 à 1964 († 7 juillet 2014).
- 7 juillet : Nuon Chea, ancien premier ministre khmer rouge († 4 août 2019).
- 12 juillet : Paul Burke, acteur américain († 13 septembre 2009).
- 13 juillet : Georges Grillot, militaire français († 13 juillet 2024).
- 16 juillet : Stefan Wertheimer, homme politique, industriel, milliardaire, philanthrope israélien († 26 mars 2025).
- 18 juillet : 
  - Margaret Laurence, écrivaine canadienne († 5 janvier 1987).
  - Bernard Pons, personnalité politique française († 27 avril 2022).
- 19 juillet : Helen Gallagher, actrice américaine († 24 novembre 2024).
- 21 juillet : 
  - Norman Jewison, acteur, réalisateur et producteur canadien († 20 janvier 2024).
  - Sim (Simon Berryer), acteur et humoriste français († 6 septembre 2009).
- 25 juillet : Monique Pelletier femme politique, ancien ministre et membre du conseil constitutionnel français.
- 26 juillet : Zíbia Gasparetto, écrivaine spirite brésilienne († 10 octobre 2018).
- 27 juillet : Alexandre Matheron, philosophe français († 7 janvier 2020).
- 29 juillet :
  - Dominique Appia, artiste suisse († 8 janvier 2017).
  - Zíbia Gasparetto, écrivaine brésilienne († 10 octobre 2018).
  - J.-J.-J. Rigal, graveur, peintre et sculpteur français († 24 février 1997).
- 31 juillet :
  - Noah Klieger, journaliste et écrivain israélien († 13 décembre 2018).
  - Hilary Putnam, philosophe américain († 13 mars 2016).

## Décès
- 2 juillet : Émile Coué, père éponyme de la méthode Coué (° 26 février 1857).
- 23 juillet :
  - Léonie de Bazelaire, femme de lettres et peintre française (° 19 mai 1857).
  - Viktor Vasnetsov, peintre russe (° 15 mai 1848).